# (7014) Nietzsche
Pour les articles homonymes, voir Nietzsche.
(7014) Nietzsche est un astéroïde de la ceinture principale.

## Description
(7014) Nietzsche est un astéroïde de la ceinture principale. Il fut découvert par Eric Walter Elst le 3 avril 1989 à La Silla. Il présente une orbite caractérisée par un demi-grand axe de 2,2553 UA, une excentricité de 0,1821 et une inclinaison de 3,1576° par rapport à l'écliptique.
Il fut nommé en hommage au philologue, philosophe et poète allemand Friedrich Nietzsche.

## Compléments